# Tickle Me Elmo
Tickle Me Elmo è un giocattolo interattivo per bambini prodotto dalla Tyco Preschool, una divisione della Tyco Toys, raffigurante il personaggio dei Muppet "Elmo" della serie televisiva Sesamo apriti. Se gli viene premuta la pancia o gli si fa il solletico, Elmo si scuote, vibra, ridacchia e riproduce la sua caratteristica risata: «Uh-ha-ha-ha-hee-hee!».
Il giocattolo venne originariamente prodotto nel 1996 negli Stati Uniti e divenne lentamente un "oggetto di culto" a causa della sua scarsa reperibilità. Si verificarono anche alcuni episodi di violenza tra acquirenti a causa delle scorte limitate nei negozi e l'alta richiesta. La rivista People riportò la notizia che il giocattolo, che veniva venduto al prezzo abituale di 28,99 dollari, arrivò a raggiungere quotazioni di oltre 1.500 dollari su Internet, alla fine del 1997.

## La "Elmo-mania" del 1996
Tickle Me Elmo venne immesso sul mercato nel luglio 1996, con una produzione iniziale di 400.000 unità. I bambolotti vendettero bene e il giocattolo rimase ampiamente disponibile nei negozi fino a dopo il giorno del Ringraziamento, quando andò improvvisamente esaurito. Con l'avvicinarsi del periodo natalizio dello shopping, la Tyco Preschool ordinò la messa in produzione di altre 600.000 unità ai propri fornitori. La promozione del pupazzo fu aiutata da Rosie O'Donnell, che in ottobre aveva mostrato il giocattolo durante il suo popolare talk show. La "spinta a sorpresa" della O'Donnell creò una richiesta senza precedenti di Elmo, risultante in un abnorme e precoce esaurimento delle scorte nei negozi.
La scarsa reperibilità del prodotto provocò una "frenesia da shopping". Due donne furono arrestate a Chicago per essersi aggredite a vicenda per accaparrarsi l'ultimo bambolotto di Elmo rimasto, mentre a New York alcuni si misero a seguire con l'auto i furgoni delle consegne con la speranza di mettere le mani su un Tickle Me Elmo ancora prima che raggiungesse i negozi. Si disse che un acquirente era arrivato a pagare 7.100 dollari per un Tickle Me Elmo a Denver, Colorado. Un commesso di un Walmart a Fredericton, New Brunswick, Canada, fu tra le "vittime contuse" della "Elmo-mania". Durante un'apertura speciale di mezzanotte per i saldi, il 14 dicembre, una folla di 300 persone lo travolse calpestandolo lungo un corridoio dopo averlo visto con in mano una scatola di Elmo. Il commesso riportò la rottura di un tendine del ginocchio, ferite a schiena, mascella e braccia, una costola rotta e una commozione cerebrale.
Alla fine di dicembre, l'intero stock di 1 milione di "Tickle Me Elmo" era stato venduto.

## Riferimenti in altri media
Lo straordinario successo del giocattolo in questione ha portato ad un'eco nella cultura pop, specialmente nel cinema e nella televisione.
La notizia di quanto successo in occasione della "Elmo-mania", ripercorre quasi del tutto la sceneggiatura del film Una promessa è una promessa di Brian Levant (1996), dove un papà poco affidabile, Howard Langston (Arnold Schwarzenegger), cerca di riscattarsi impegnandosi nella ricerca del tanto desiderato regalo di Natale del figlio, un pupazzo "Turbo-Man", che però si è dimenticato di comprare e che ora sembra divenuto introvabile.
Nella serie animata I Simpson sono presenti ripetuti riferimenti a "Tickle Me Elmo". Nell'episodio A Natale ogni spassolo vale, un produttore di giocattoli si lamenta dell'enorme pressione nel settore per trovare il nuovo Furby o Tickle Me Elmo.  Nella puntata, Boe babysitter la bambola Elmo è brevemente visibile. Il concetto del pupazzo parlante Elmo viene trasferito altrove a un altro personaggio. Ad esempio, l'episodio dei Simpson Miracolo su Evergreen Terrace mostra una bambola Tickle Me Krusty. In uno sketch di MADtv, la cultura giovanile Emo è presa in giro con un "Tickle Me Emo". Tra le altre parodie ci sono Tickle Me Ackbar (un riferimento a un personaggio minore, ma amatissimo dai fan, di Guerre stellari) nel fumetto di Clerks, e il Tickle Me Freud.